# Estola cinerea
Estola cinerea là một loài bọ cánh cứng trong họ Cerambycidae.